# Großer Preis von Australien 2004
Der Große Preis von Australien 2004 (offiziell 2004 Foster’s Australian Grand Prix) fand am 7. März auf dem Albert Park Circuit in Melbourne statt und war das erste Rennen der Formel-1-Weltmeisterschaft 2004.

## Berichte

### Hintergründe
Die Saison 2004 begann mit einigen Änderungen in der Fahrerbesetzung der Teams. Minardi, Jordan und Sauber wechselten dabei sämtliche Fahrer aus.
Nick Heidfeld (zu Jordan) und Giancarlo Fisichella (zu Sauber) tauschten die Plätze. Der zweite neue Fahrer bei Sauber war Felipe Massa, der nach einem Jahr als Testfahrer bei Ferrari zurückkehrte. Massa bestritt schon die Saison 2002 für das Sauber-Team. Jordan setzte als zweiten Fahrer den drittplatzierten der vergangenen Formel-3000-Saison, Giorgio Pantano, ein.
Takuma Satō ersetzte Jacques Villeneuve bei BAR-Honda bereits vor Ablauf der Formel-1-Saison 2003, da der Kanadier der Teamleitung zu teuer war.
Auch Heinz-Harald Frentzen hatte die Formel 1 verlassen, da er kein Stammcockpit mehr finden konnte. Bei Jaguar ersetzte Christian Klien den Vorjahresfahrer Justin Wilson. Minardi startete mit Gianmaria Bruni und Zsolt Baumgartner als neuen Fahrern.
Als amtierender Weltmeister ging Michael Schumacher in die Saison.
Mit Michael Schumacher (dreimal) und David Coulthard (zweimal) traten zwei ehemalige Sieger zu diesem Grand Prix an.

### Training
Die letzten sechs Teams der Konstrukteursmeisterschaft 2003 waren berechtigt, am Freitag im Training ein drittes Auto einzusetzen. Diese Fahrer fuhren am Freitag, traten aber weder im Qualifying noch im Rennen an. Anthony Davidson (BAR-Honda), Björn Wirdheim (Jaguar-Cosworth), Ricardo Zonta (Toyota) und Timo Glock (Jordan-Cosworth) nahmen in dieser Funktion an den Freitagstrainings teil.
Bas Leinders wurde als dritter Fahrer bei Minardi gemeldet, ihm wurde jedoch die Superlizenz verweigert, bis er die erforderliche Kilometerleistung in einem F1-Auto zurückgelegt hatte. Diese Voraussetzung erfüllte er vor dem nächsten Rennen.
Aufgrund der neuen Regelung, dass am gesamten Rennwochenende der gleiche Motor verwendet werden muss, beschränkten viele Fahrer die zurückgelegten Distanzen im freien Training. Am wenigsten aktiv waren die McLaren-Fahrer: Kimi Räikkönen absolvierte nur 33 Runden und David Coulthard fünf weitere, während Rookie Pantano 61 Runden fuhr.
Sowohl am Freitag als auch am Samstag war Michael Schumacher jeweils der Schnellste.

### Qualifying
Im ersten Qualifying, in dem die Startpositionen für das zweite Qualifying ermittelt wurden, erzielte Juan Pablo Montoya die schnellste Runde mit 1:25,226 Minuten vor Michael Schumacher und Ralf Schumacher.
Im Qualifying erzielte dann Michael Schumacher die schnellste Runde mit 1:24,408 Minuten und sicherte sich sein 56. Pole-Position vor Rubens Barrichello und Montoya.

### Rennen
Beim Start erwischten die beiden Ferrari-Piloten einen guten Start und behielten die Führung. Hinter ihnen hatte Fernando Alonso einen guten Start, überholte Jenson Button und flankierte Montoya. Um dem Angriff zu widerstehen, ging der Kolumbianer beim ersten Bremsen zu weit, landete im Gras und verlor mehrere Positionen. Auch andere Fahrer landeten in der ersten Kurve im Gras, während Satō Jarno Trulli von hinten anfuhr und dabei den Diffusor am Auto des Italieners und die Nase an seinem BAR beschädigte. Am Ende der ersten Runde übernahm Michael Schumacher unter der Ziellinie die Führung, gefolgt von Barrichello, Alonso, Button, Trulli, Ralf Schumacher und Montoya. Die Ferrari-Fahrer begannen sofort, ein für die anderen unhaltbares Tempo zu halten und ließen sie deutlich hinter sich. Der Einzige, der eine vergleichbare Geschwindigkeit wie die Ferraris fuhr, war Alonso, der jedoch einen konstanten Abstand aufbaute. Montoya überholte unterdessen Ralf Schumacher und Trulli und rückte auf den vierten Platz vor. In Runde neun wurde Räikkönen, Elfter hinter seinem Teamkollegen, von Massa überholt: Zwei Kurven später schied der Finne mit einem Motorschaden aus.
Die erste Stoppserie eröffnete Fisichella bereits in der 8. Runde. Zwei Runden später kam Montoya an die Box, einen Umlauf später folgten Barrichello, Alonso und Button. Michael Schumacher und Ralf Schumacher tankten in Runde 12 nach, während Coulthard, der mit einer Zwei-Stopp-Strategie startete, in Runde 14 seinen Boxenstopp einlegte. Die beiden Ferrari führten weiterhin das Rennen vor Alonso an, der immer mehr an Boden verlor. Hinter dem Spanier, ebenfalls mit deutlichem Abstand zum Renault-Fahrer, lagen Button, Ralf Schumacher, Trulli, Montoya und Mark Webber. In Runde 24 eröffnete Alonso die zweite Boxenstopp-Serie und gleichzeitig überholte Montoya Trulli. Der Kolumbianer tankte in Runde 26 zusammen mit Button. Ralf Schumacher und Trulli kamen zwei Runden später an die Box, während die Ferrari-Fahrer in den Runden 29 und 30 an die Box gingen und mit festem Vorsprung auf die Strecke zurückkehrten. Ralf Schumacher überholte Button und rückte auf den vierten Platz vor. Allerdings war der deutsche Fahrer weit von Alonso entfernt, der ihm vorausging, während der BAR-Fahrer sich gegen Montoya verteidigen musste, der schnell wieder hinter ihm aufstieg. Der Kolumbianer überholte seinen Rivalen in Runde 38 nach einem intensiven Duell.
Die dritte Boxenstoppserie brachte keine nennenswerten Änderungen in der Gesamtwertung. Michael Schumacher siegte vor Barrichello, Alonso, Ralf Schumacher, Montoya, Button, Trulli und Coulthard, die sich dank der Zwei-Stopp-Strategie von McLaren den letzten verfügbaren Platz sichern konnten.
In der Fahrerwertung entsprach das Rennergebnis dem WM-Stand. In der Konstrukteurswertung führte Ferrari vor Williams-BMW und Renault.

## Meldeliste
| Team                       | Nr. | Fahrer               | Chassis        | Motor                 | Reifen |
| -------------------------- | --- | -------------------- | -------------- | --------------------- | ------ |
| Scuderia Ferrari Marlboro  | 01  | Michael Schumacher   | Ferrari F2004  | Ferrari 3.0 V10       | B      |
| Scuderia Ferrari Marlboro  | 02  | Rubens Barrichello   | Ferrari F2004  | Ferrari 3.0 V10       | B      |
| BMW.WilliamsF1 Team        | 03  | Juan Pablo Montoya   | Williams FW26  | BMW 3.0 V10           | M      |
| BMW.WilliamsF1 Team        | 04  | Ralf Schumacher      | Williams FW26  | BMW 3.0 V10           | M      |
| West McLaren Mercedes      | 05  | David Coulthard      | McLaren MP4-19 | Mercedes-Benz 3.0 V10 | M      |
| West McLaren Mercedes      | 06  | Kimi Räikkönen       | McLaren MP4-19 | Mercedes-Benz 3.0 V10 | M      |
| Mild Seven Renault F1 Team | 07  | Jarno Trulli         | Renault R24    | Renault 3.0 V10       | M      |
| Mild Seven Renault F1 Team | 08  | Fernando Alonso      | Renault R24    | Renault 3.0 V10       | M      |
| Lucky Strike BAR Honda     | 09  | Jenson Button        | BAR 006        | Honda 3.0 V10         | M      |
| Lucky Strike BAR Honda     | 10  | Takuma Satō          | BAR 006        | Honda 3.0 V10         | M      |
| Lucky Strike BAR Honda     | 35  | Anthony Davidson     | BAR 006        | Honda 3.0 V10         | M      |
| Sauber Petronas            | 11  | Giancarlo Fisichella | Sauber C23     | Petronas 3.0 V10      | B      |
| Sauber Petronas            | 12  | Felipe Massa         | Sauber C23     | Petronas 3.0 V10      | B      |
| Jaguar Racing              | 14  | Mark Webber          | Jaguar R5      | Cosworth 3.0 V10      | M      |
| Jaguar Racing              | 15  | Christian Klien      | Jaguar R5      | Cosworth 3.0 V10      | M      |
| Jaguar Racing              | 37  | Björn Wirdheim       | Jaguar R5      | Cosworth 3.0 V10      | M      |
| Panasonic Toyota Racing    | 16  | Cristiano da Matta   | ToyotaTF104    | Toyota 3.0 V10        | M      |
| Panasonic Toyota Racing    | 17  | Olivier Panis        | ToyotaTF104    | Toyota 3.0 V10        | M      |
| Panasonic Toyota Racing    | 38  | Ricardo Zonta        | ToyotaTF104    | Toyota 3.0 V10        | M      |
| Jordan-Ford                | 18  | Nick Heidfeld        | Jordan EJ14    | Ford 3.0 V10          | B      |
| Jordan-Ford                | 19  | Giorgio Pantano      | Jordan EJ14    | Ford 3.0 V10          | B      |
| Jordan-Ford                | 39  | Timo Glock           | Jordan EJ14    | Ford 3.0 V10          | B      |
| Minardi F1 Team            | 20  | Gianmaria Bruni      | Minardi PS04B  | Cosworth 3.0 V10      | B      |
| Minardi F1 Team            | 21  | Zsolt Baumgartner    | Minardi PS04B  | Cosworth 3.0 V10      | B      |

Anmerkungen
1. 1 2 3 4  Nahm nur am Freitagstraining teil.

## Klassifikationen

### Qualifying
| Pos. | Fahrer               | Konstrukteur     | Q1       | Q2         | Start |
| ---- | -------------------- | ---------------- | -------- | ---------- | ----- |
| 01   | Michael Schumacher   | Ferrari          | 1:25,301 | 1:24,408   | 01    |
| 02   | Rubens Barrichello   | Ferrari          | 1:25,992 | 1:24,482   | 02    |
| 03   | Juan Pablo Montoya   | Williams-BMW     | 1:25,226 | 1:24,998   | 03    |
| 04   | Jenson Button        | BAR-Honda        | 1:25,898 | 1:24,998   | 04    |
| 05   | Fernando Alonso      | Renault          | 1:25,928 | 1:25,669   | 05    |
| 06   | Mark Webber          | Jaguar-Cosworth  | 1:26,232 | 1:25,805   | 06    |
| 07   | Takuma Satō          | BAR-Honda        | 1:26,737 | 1:25,851   | 07    |
| 08   | Ralf Schumacher      | Williams-BMW     | 1:25,445 | 1:25,925   | 08    |
| 09   | Jarno Trulli         | Renault          | 1:27,357 | 1:26,290   | 09    |
| 10   | Kimi Räikkönen       | McLaren-Mercedes | 1:25,592 | 1:26,297   | 10    |
| 11   | Felipe Massa         | Sauber-Petronas  | 1:26,833 | 1:27,065   | 11    |
| 12   | David Coulthard      | McLaren-Mercedes | 1:25,652 | 1:27,294   | 12    |
| 13   | Cristiano da Matta   | Toyota           | 1:28,274 | 1:27,823   | 13    |
| 14   | Giancarlo Fisichella | Sauber-Petronas  | 1:26,286 | 1:27,845   | 14    |
| 15   | Nick Heidfeld        | Jordan-Ford      | 1:27,469 | 1:28,178   | 15    |
| 16   | Giorgio Pantano      | Jordan-Ford      | 1:29,156 | 1:30,140   | 16    |
| 17   | Zsolt Baumgartner    | Minardi-Cosworth | 1:32,606 | 1:30,681   | 17    |
| 18   | Olivier Panis        | Toyota           | 1:27,253 | keine Zeit | 18    |
| 19   | Christian Klien      | Jaguar-Cosworth  | 1:27,258 | keine Zeit | 19    |
| 20   | Gianmaria Bruni      | Minardi-Cosworth | 1:30,912 | keine Zeit | 20    |

### Rennen
| Pos. | Fahrer               | Konstrukteur     | Runden | Stopps | Zeit        | Start | Schnellste Runde |
| ---- | -------------------- | ---------------- | ------ | ------ | ----------- | ----- | ---------------- |
| 01   | Michael Schumacher   | Ferrari          | 58     | 3      | 1:24:15,757 | 01    | 1:24,125 (29.)   |
| 02   | Rubens Barrichello   | Ferrari          | 58     | 3      | + 13,605    | 02    | 1:24,179 (08.)   |
| 03   | Fernando Alonso      | Renault          | 58     | 3      | + 34,673    | 05    | 1:25,086 (10.)   |
| 04   | Ralf Schumacher      | Williams-BMW     | 58     | 3      | + 1:00,423  | 08    | 1:25,824 (11.)   |
| 05   | Juan Pablo Montoya   | Williams-BMW     | 58     | 3      | + 1:08,536  | 03    | 1:25,286 (42.)   |
| 06   | Jenson Button        | BAR-Honda        | 58     | 3      | + 1:10,598  | 04    | 1:25,982 (24.)   |
| 07   | Jarno Trulli         | Renault          | 57     | 3      | + 1 Runde   | 09    | 1:26,275 (09.)   |
| 08   | David Coulthard      | McLaren-Mercedes | 57     | 2      | + 1 Runde   | 12    | 1:26,328 (13.)   |
| 09   | Takuma Satō          | BAR-Honda        | 57     | 3      | + 1 Runde   | 07    | 1:26,077 (43.)   |
| 10   | Giancarlo Fisichella | Sauber-Petronas  | 57     | 3      | + 1 Runde   | 14    | 1:26,282 (39.)   |
| 11   | Christian Klien      | Jaguar-Cosworth  | 56     | 2      | + 2 Runden  | 19    | 1:27,840 (06.)   |
| 12   | Cristiano da Matta   | Toyota           | 56     | 3      | + 2 Runden  | 13    | 1:27,820 (41.)   |
| 13   | Olivier Panis        | Toyota           | 56     | 2      | + 2 Runden  | 18    | 1:27,807 (35.)   |
| 14   | Giorgio Pantano      | Jordan-Ford      | 55     | 2      | + 3 Runden  | 16    | 1:28,523 (15.)   |
| –    | Felipe Massa         | Sauber-Petronas  | 44     | 2      | DNF         | 11    | 1:26,846 (11.)   |
| –    | Nick Heidfeld        | Jordan-Ford      | 43     | 3      | DNF         | 15    | 1:27,503 (27.)   |
| –    | Gianmaria Bruni      | Minardi-Cosworth | 43     | 3      | + 15 Runden | 20    | 1:30,161 (10.)   |
| –    | Mark Webber          | Jaguar-Cosworth  | 29     | 2      | DNF         | 06    | 1:25,952 (15.)   |
| –    | Zsolt Baumgartner    | Minardi-Cosworth | 13     | 1      | DNF         | 17    | 1:30,621 (08.)   |
| –    | Kimi Räikkönen       | McLaren-Mercedes | 9      | 0      | DNF         | 10    | 1:27,936 (07.)   |

## WM-Stände nach dem Rennen
Die ersten acht jedes Rennens bekamen 10, 8, 6, 5, 4, 3, 2 bzw. 1 Punkt(e).

### Fahrerwertung
| Pos. | Fahrer               | Konstrukteur     | Punkte |
| ---- | -------------------- | ---------------- | ------ |
| 01   | Michael Schumacher   | Ferrari          | 10     |
| 02   | Rubens Barrichello   | Ferrari          | 8      |
| 03   | Fernando Alonso      | Renault          | 6      |
| 04   | Ralf Schumacher      | Williams-BMW     | 5      |
| 05   | Juan Pablo Montoya   | Williams-BMW     | 4      |
| 06   | Jenson Button        | BAR-Honda        | 3      |
| 07   | Jarno Trulli         | Renault          | 2      |
| 08   | David Coulthard      | McLaren-Mercedes | 1      |
| 09   | Takuma Satō          | BAR-Honda        | 0      |
| 10   | Giancarlo Fisichella | Sauber-Petronas  | 0      |

| Pos. | Fahrer             | Konstrukteur     | Punkte |
| ---- | ------------------ | ---------------- | ------ |
| 11   | Christian Klien    | Jaguar-Cosworth  | 0      |
| 12   | Cristiano da Matta | Toyota           | 0      |
| 13   | Olivier Panis      | Toyota           | 0      |
| 14   | Giorgio Pantano    | Jordan-Ford      | 0      |
| –    | Felipe Massa       | Sauber-Petronas  | 0      |
| –    | Nick Heidfeld      | Jordan-Ford      | 0      |
| –    | Gianmaria Bruni    | Minardi-Cosworth | 0      |
| –    | Mark Webber        | Jaguar-Cosworth  | 0      |
| –    | Zsolt Baumgartner  | Minardi-Cosworth | 0      |
| –    | Kimi Räikkönen     | McLaren-Mercedes | 0      |

### Konstrukteurswertung
| Pos. | Konstrukteur     | Punkte |
| ---- | ---------------- | ------ |
| 01   | Ferrari          | 18     |
| 02   | Williams-BMW     | 9      |
| 03   | Renault          | 8      |
| 04   | BAR-Honda        | 3      |
| 05   | McLaren-Mercedes | 1      |

| Pos. | Konstrukteur     | Punkte |
| ---- | ---------------- | ------ |
| 06   | Sauber-Petronas  | 0      |
| 07   | Jaguar-Cosworth  | 0      |
| 08   | Toyota           | 0      |
| 09   | Jordan-Ford      | 0      |
| –    | Minardi-Cosworth | 0      |